# Noël Garrigues
 (décembre 2018).
Pour les articles homonymes, voir Garrigues.
Noël Garrigues est un peintre français néo-impressionniste à tendances décoratives né le 24 décembre 1889 à Die (Drôme) et mort le 11 janvier 1952 à Saint-Jean-de-Védas (Hérault).

## Biographie
Il a été élève à l'école des Beaux-Arts de Dijon et également un ancien élève de l'École nationale supérieure des beaux-arts de Paris, où il était un élève du sculpteur et peintre Jean-Paul Laurens. Il est diplômé et Lauréat du concours de Rome, officier I.P. et missionnaire dans les États Slaves.
Il est le grand-père paternel de l'actrice Chantal Garrigues.
Il est inhumé au cimetière de l'Ortet de Saint-Jean-de-Védas.

## Œuvres
- Théâtre Jean-Alary, Carcassonne
  - Symphonie pastorale, 1934

## Exposition
- Noël Garrigues, Musée des beaux-arts de Carcassonne du 19 février au 21 mai 2016[1],[2],[3].

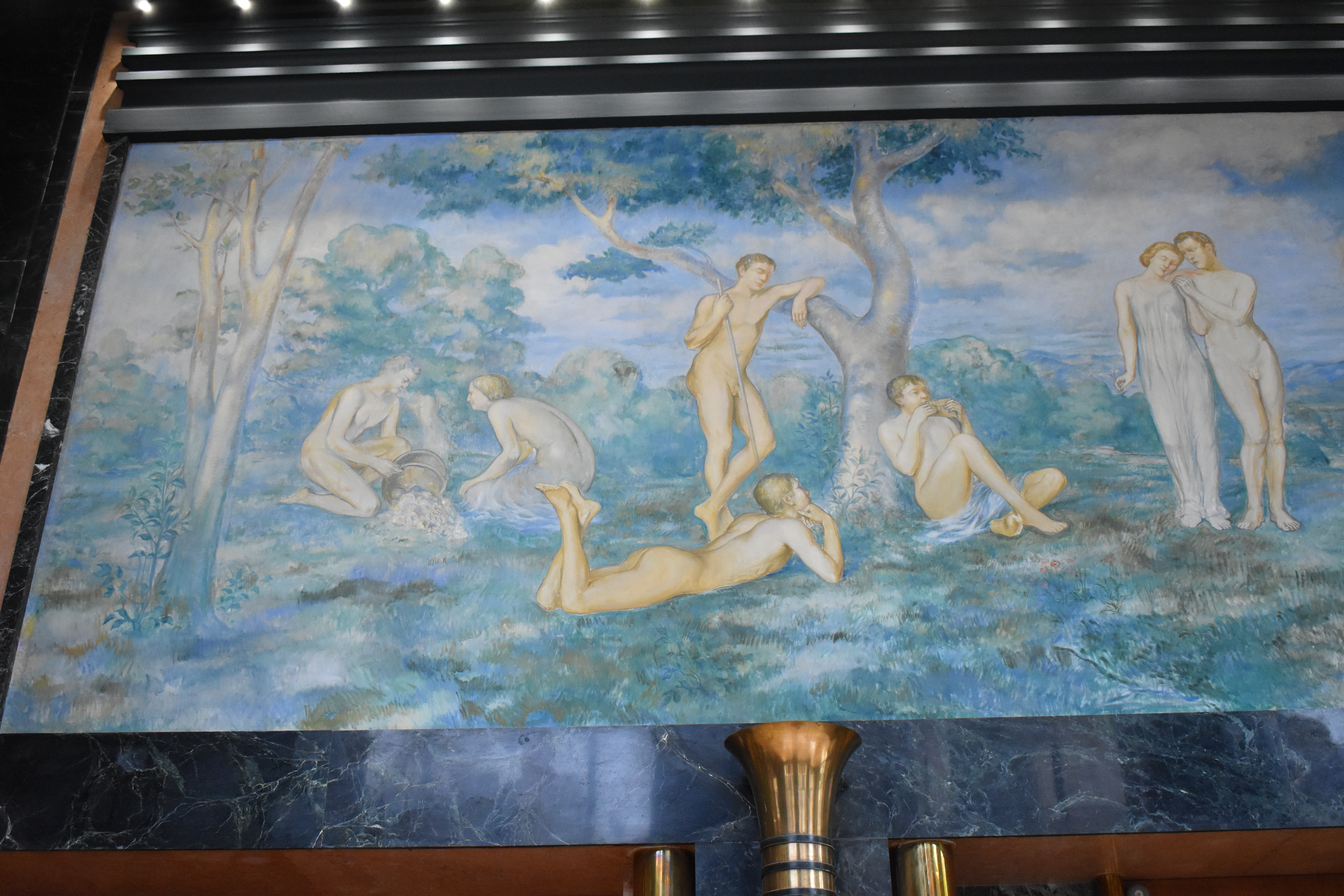
Symphonie pastorale, détail (1934, Théâtre Jean-Alary, Carcassonne)
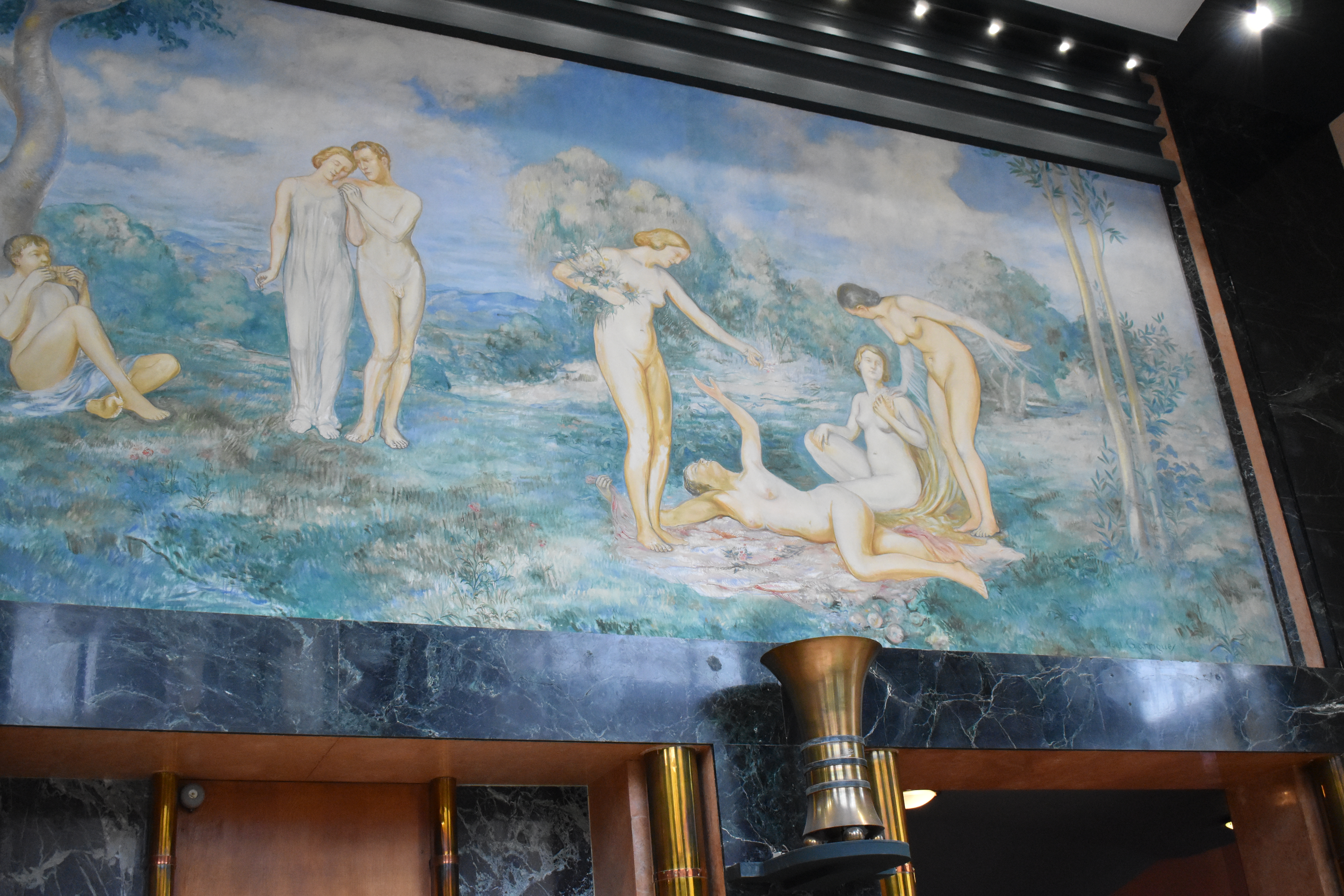
Symphonie pastorale, détail (1934, Théâtre Jean-Alary, Carcassonne)